# Свеча памяти (монумент)

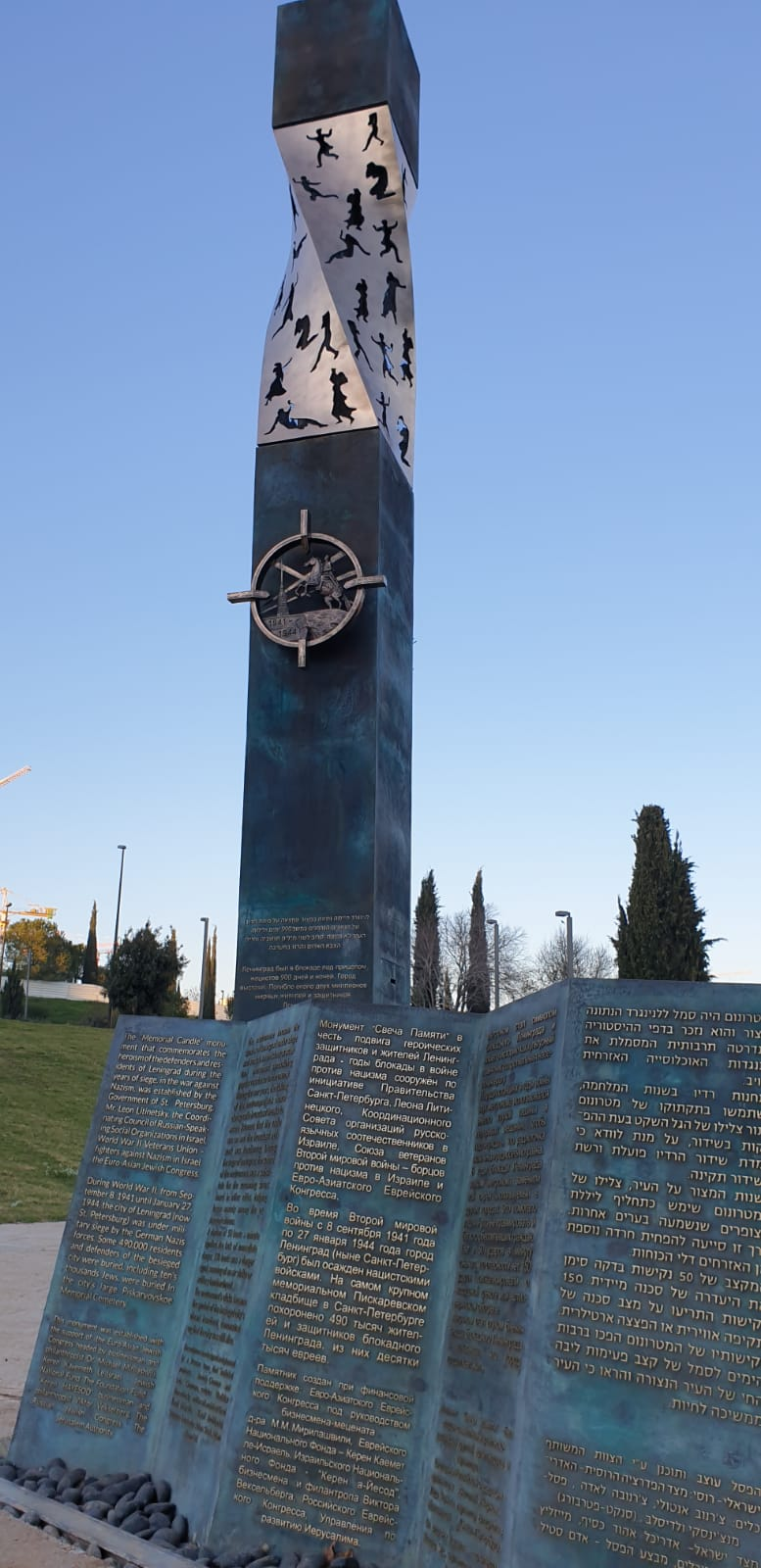
Монумент «Свеча памяти».

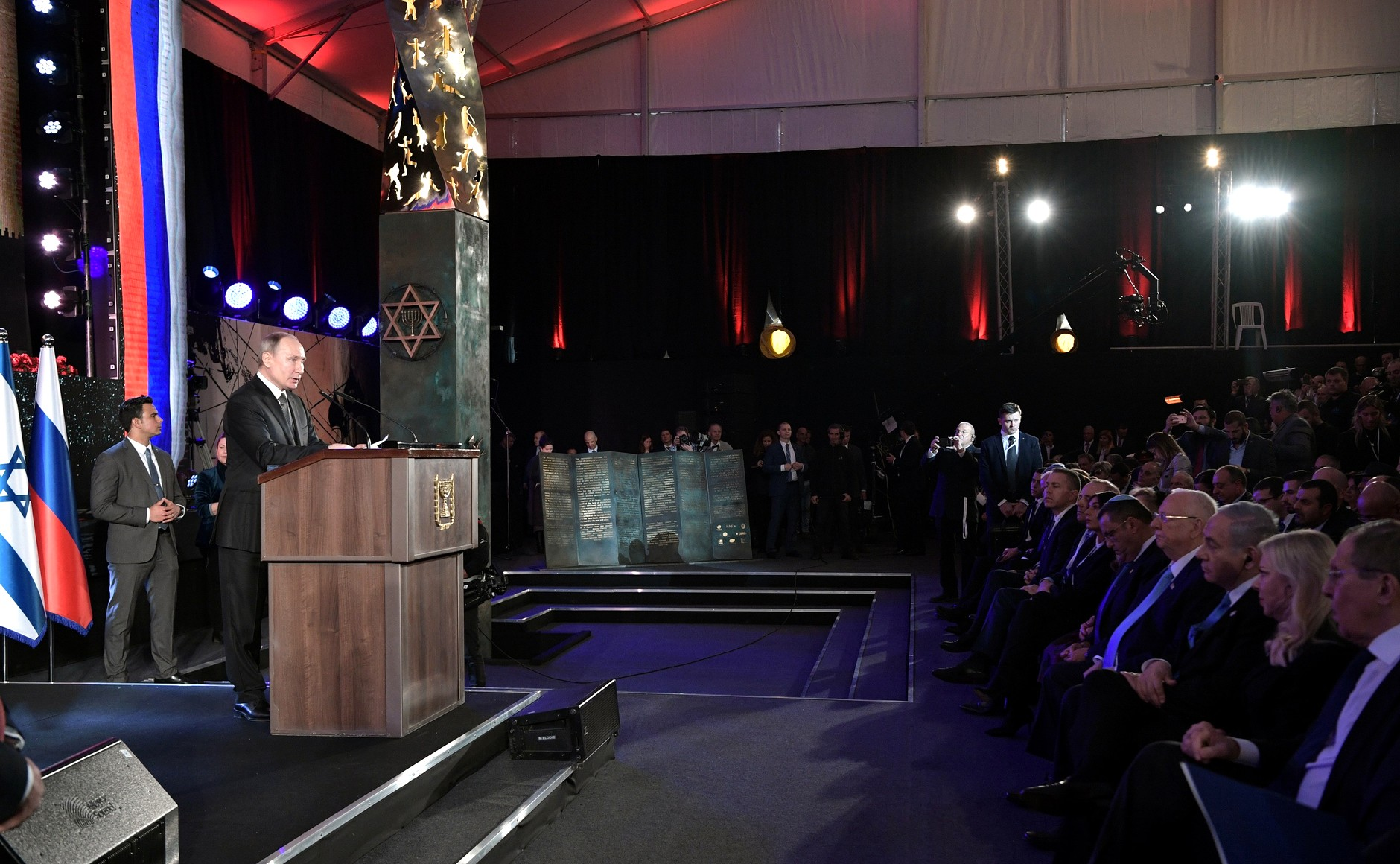
Владимир Путин на церемонии открытия памятника жертвам Ленинграда и Холокоста, жителям и защитникам блокадного Ленинграда «Свеча памяти».

Свеча́ па́мяти (ивр. אנדרטת נר הזיכרון‎) — монумент, воздвигнут в городском парке «Ган Сакер», неподалеку от зданий Кнессета и Верховного суда в центре Иерусалима, Израиль. Монумент создан в память о евреях, погибших во время холокоста и всех, умерших в дни блокады Ленинграда, длившейся с 8 сентября 1941 года по 27 января 1944 года во время Второй мировой войны, и унесшей, по разным подсчётам, от 600 000 до 1,5 миллиона советских граждан.

## История
Мемориал сооружён по инициативе Правительства Санкт-Петербурга, Леона Литинецкого, Координационного совета организаций русско-язычных соотечественников в Израиле, Союза ветеранов Второй мировой войны – борцов против нацизма и Евро-Азиатского Еврейского Конгресса.
В 2017 году инициатор создания мемориала Леон Литинецкий обратился за поддержкой к Президенту ЕАЕК Михаилу Мирилашвили, который поддержал инициативу. Совет ветеранов Великой Отечественной войны и Ассоциация жертв блокады Ленинграда в Израиле так же поддержали проект создания мемориала как знака памяти жертвам, которые погибли в блокадное время в Ленинграде во время Великой Отечественной войны и всем евреям холокоста.
Благотворительные пожертвования и спонсорскую поддержку оказали Всемирный еврейский конгресс, Евроазиатский еврейский конгресс, Российский еврейский конгресс, Михаил Фридман, Герман Хан, Андрей Раппопорт, Григорий Ройтберг, Герман Захарьяев, Виктор Вексельберг, Еврейский национальный фонд и организация Керен ха-Йесод. 
Строительные работы начались в 2019 году. Расходы на монумент составили почти два миллиона долларов.
Над созданием монумента работала совместная группа израильско-российских архитекторов и скульпторов: скульптор Владислав Маначинский, архитекторы Анатолий Чернов и Лада Чернова, а также архитектор Кассиф Эуд и скульптор-исполнитель Адам Стил из Израиля.

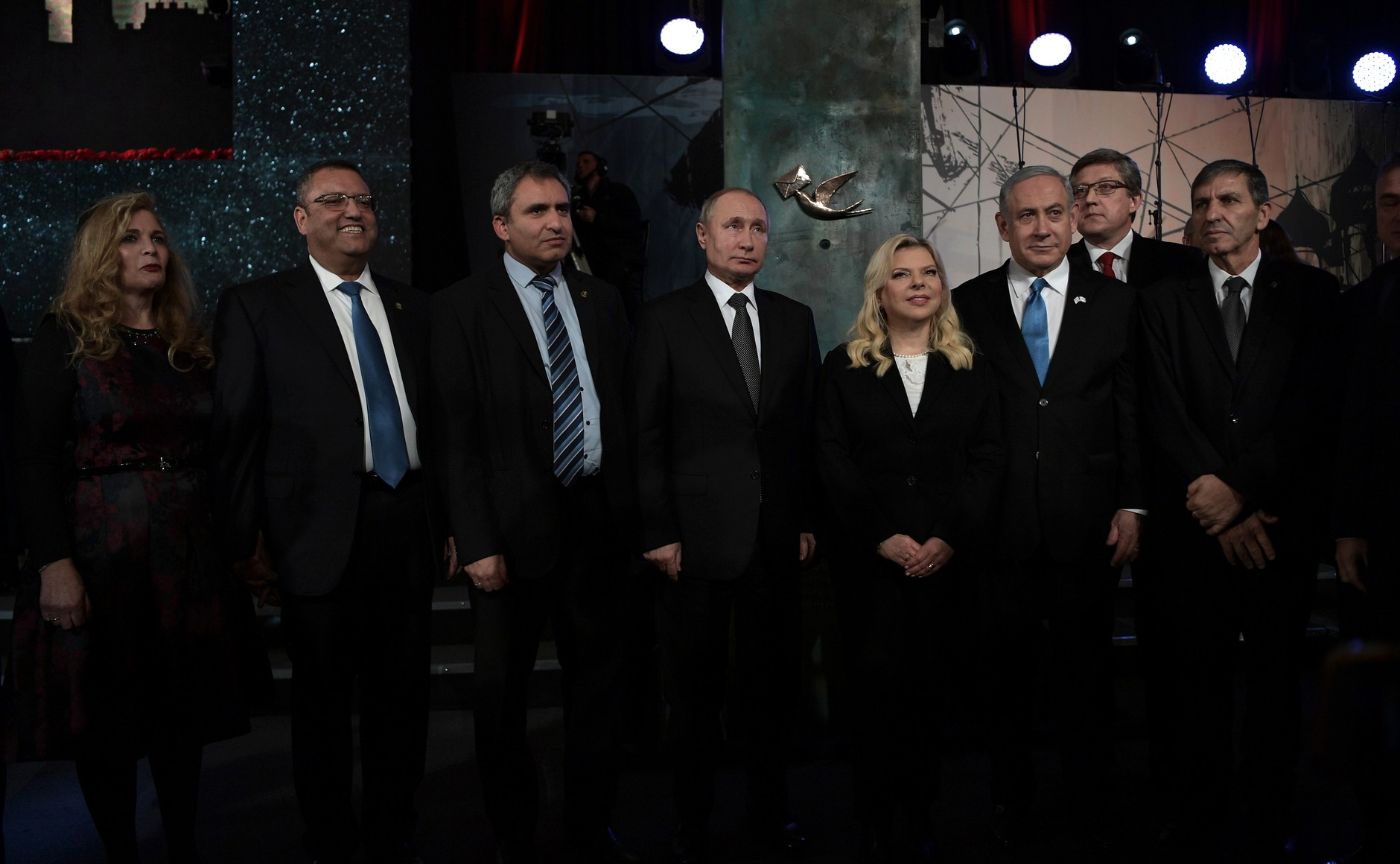
На церемонии открытия мемориала памяти жертв и героев блокады Ленинграда «Свеча памяти» 23 января 2020 года.

## Описание

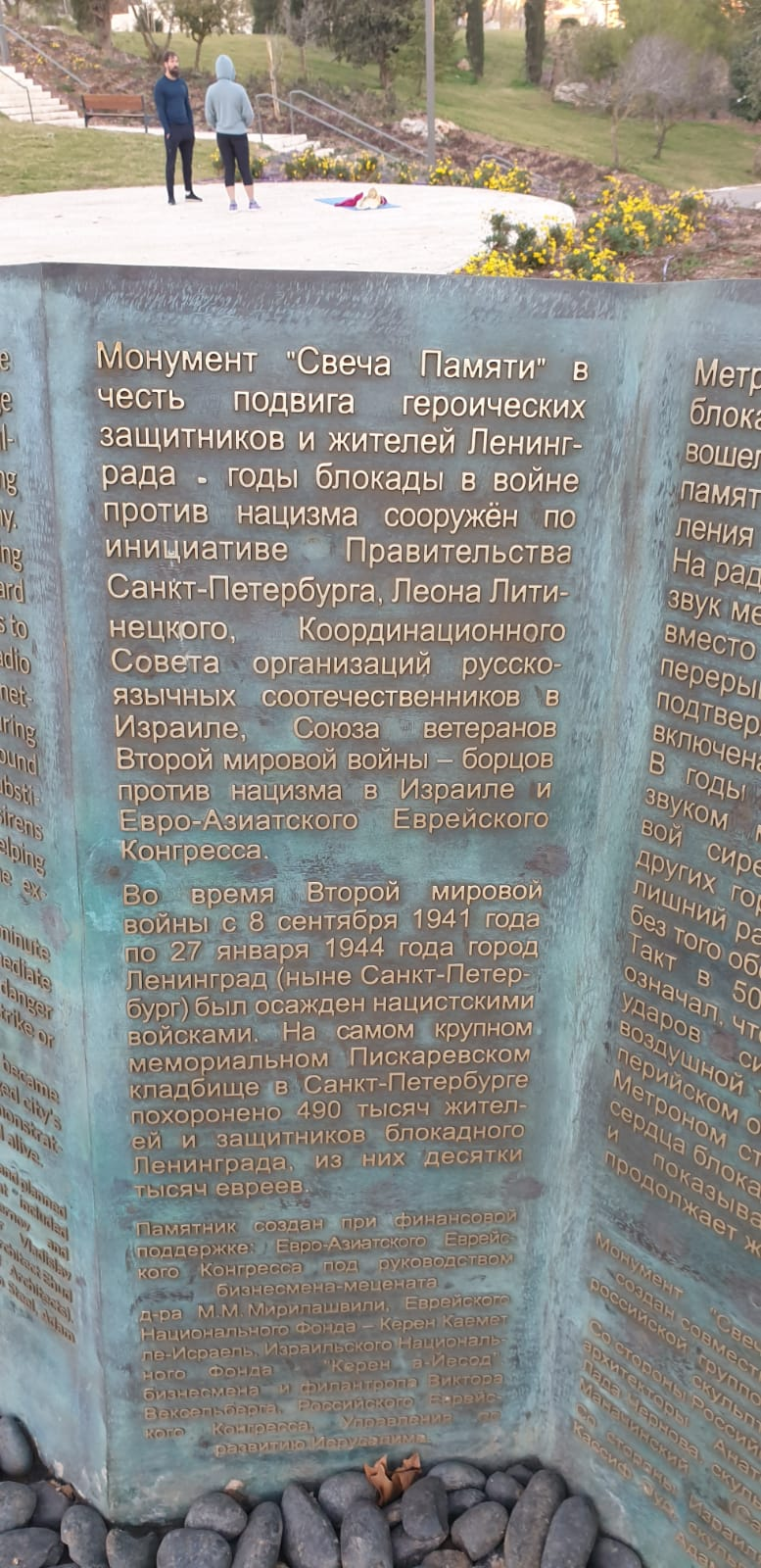
Иерусалим. «Свеча памяти». Фрагмент монумента. Текст на русском.

Памятник представляет собой стальную стелу в виде свечи высотой 8,5 метров из меди и литой бронзы, которая стала олицетворением символа разрушенной войной мирной жизни. Конструкция выполнена в виде свечи, на двух сторонах которой видны два персонажа — символы Израиля и Санкт-Петербурга. Один из них — копия ангела со шпиля Петропавловского собора Санкт-Петербурга, находящийся под прицелом. Другой символ, напоминающий о потерях израильского народа во время холокоста, — звезда Давида с менорой в центре, опутанной колючей проволокой как символ концентрационных лагерей. Верх монумента имеет спиралевидную форму, создающую эффект движения пламени. Ночью этот участок подсвечивается, что создаёт особый эффект вечного пламени.
Внутри конструкции находятся датчики, которые при чьём-нибудь приближении будут включать запись ленинградского метронома, звучавшего во время налётов вражеской авиации и предупреждавшего ленинградцев о бомбёжках. На памятнике расположены символы города на Неве и Израиля, а также надпись на трех языках: «Помни живых и павших, смертью смерть поправших».
В фундамент мемориала заложена капсула с грунтом с Пискарёвского мемориального кладбища, крупнейшего могильника жертв Великой Отечественной войны, привезённого 12 ноября 2019 года в рамках проекта «Дни Санкт‑Петербурга в Израиле».
Работа над памятником шла три года. Имена благотворителей, благодаря которым создан монумент, высечены на плитах, которые расположены у подножия «Свечи».

## Церемония открытия
На церемонии открытия монумента в столице Израиля присутствовали президенты и высшие должностные лица обеих стран, ветераны и блокадники, представители Всемирного еврейского конгресса, Российского еврейского конгресса и Евроазиатского еврейского конгресса, а также сотни гостей, специально приехавших на церемонию из России и других стран .
Мэр Иерусалима Моше Лион поблагодарил Россию от имени всех, кто остался жив в Освенциме благодаря советской армии: «Спасибо, что вы остановили эту жуткую машину смерти». Евроазиатский еврейский конгресс запустил специальную программу, направленную на сохранение исторической памяти и углубление взаимопонимания между народами.

На церемонии выступил солист Мариинского театра Василий Герелло и хор ветеранов Израиля. Они спели «День Победы» — вместе с ними пел весь зал. Солистка Мариинского театра и популярный израильский исполнитель на русском и иврите пели «Журавли», песня «Синий платочек» прозвучала в исполнении израильской певицы.

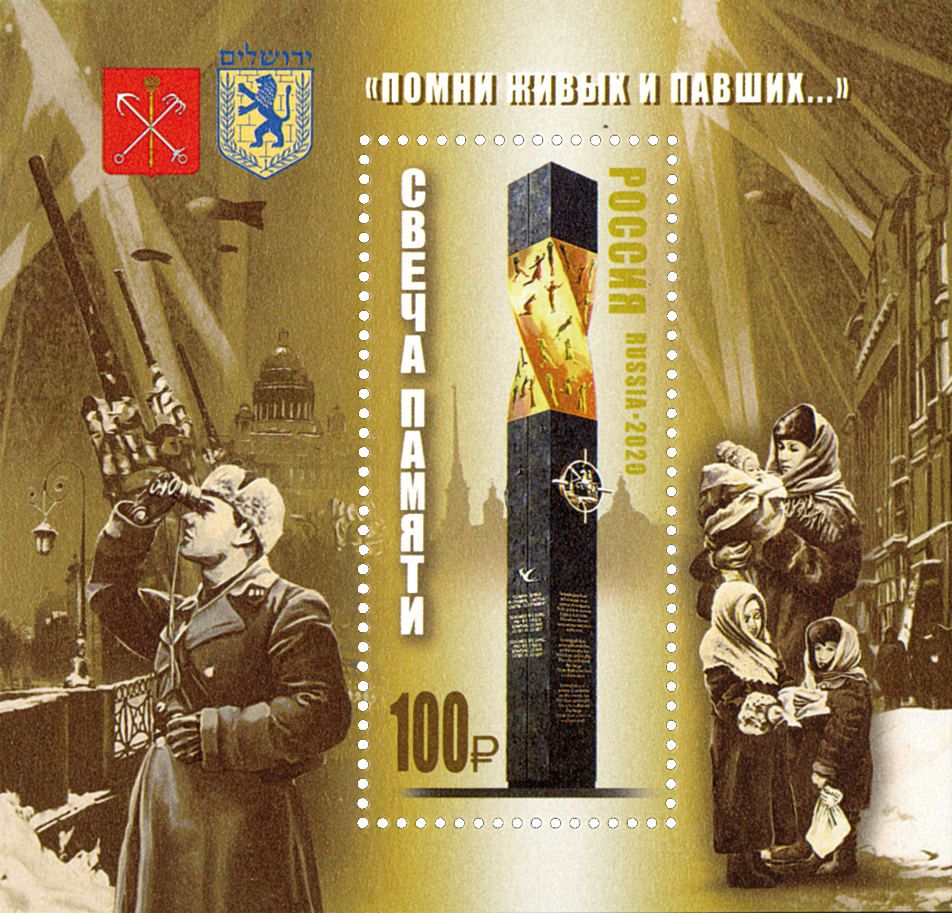
Почтовый блок. Мемориал "Свеча памяти" в Иерусалиме